# Josef Václav Myslbek

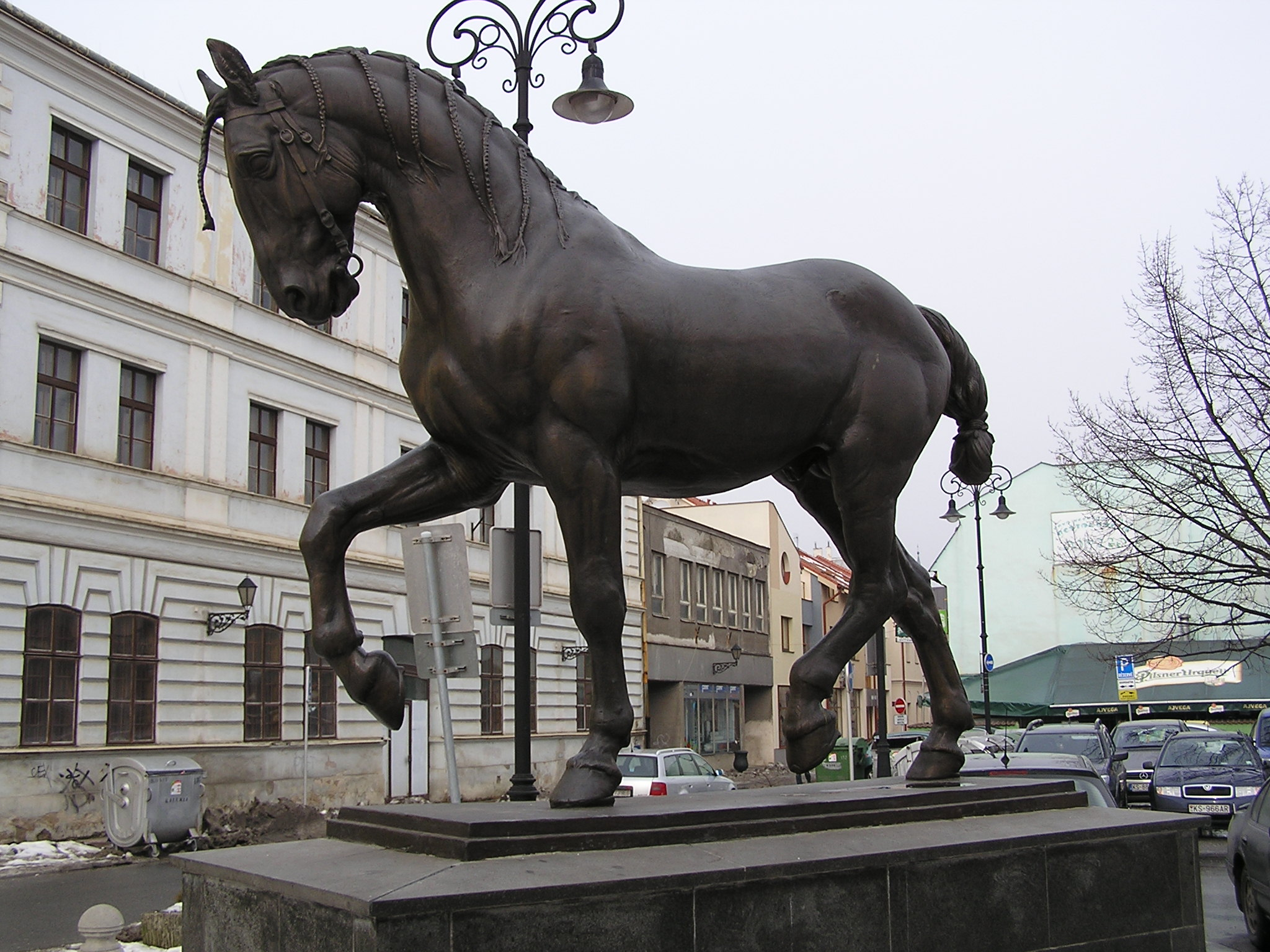
Stallion Ardo, Myslbek-kiállítás Szlovákiába Kassán. Ennek alapján készült el Szent Vencel szobra

Josef Václav Myslbek (Prága, 1848. június 20. – Prága, 1922. január 2.) cseh szobrász és éremművész.

## Életpályája
Szegény családban nőtt fel Prága egyik külvárosában. Bár szülei cipésznek szánták, inkább szobrászoknál vállalt munkát. 1868-tól a prágai Képzőművészeti Akadémián tanult, majd önálló szobrász stúdiót nyitott. Hamarosan  a francia szobrászat hatása alá került; elkezdett érdeklődni a filozófia, valamint az irodalom után is.

## Tanítványai
Hatással volt  cseh szobrászok egész generációira. Ismertebb Tanítványai közé tartozott -  többek között  -  Stanislav Sucharda, Jan Štursa, Bohumil Kafka és Otakar Španiel.

## Művei

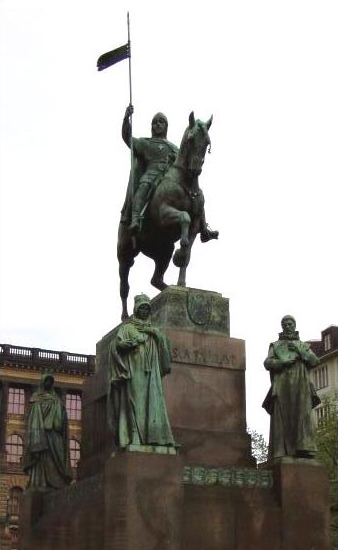
A Vencel-szobor

Az első nagyszabású szobortervét 1869-ben készítette el Jeseníkben, Az egészség allegóriája címen. 1872 - 1873-ban németországi tanulmányutat tett. Ezután allegorikus nőalakokat (Dráma és Opera) készített a prágai Nemzeti Színház számára. Tábor városa számára 1874 és 1877 között elkészítette Jan Žižka szobrát. Myslbek legismertebb műve Szent Vencel szobra, amely a prágai Vencel téren áll. Elkészítésén a művész több mint 20 évet dolgozott.
Később elkészítette - többek között -  Bedřich Smetana és  František Palacký portréját.
Az ún. Myslbek-szobrok Vyšehradban találhatók. Eredetileg a Palacký hídon álltak, onnan szállították ezeket ide. A négy pár: Přemysl és Libuše, (ii) Lumír és Píseň, (iii) Záboj és Slavoj, (iv) Ctirad és Šárka.

## Emlékezete
Sírja a vyšehradi  Nemzeti Temetőben található.